# Daniel Deronda (filme)
Daniel Deronda é um filme mudo britânico de 1921, do gênero drama, dirigido por Walter Courtney Rowden e estrelado por Reginald Fox, Ann Trevor e Clive Brook. Foi uma adaptação do romance Daniel Deronda, de George Eliot. O curta-metragem foi feito no Teddington Studios pelo Master Films.

## Elenco
- Reginald Fox - Daniel Deronda
- Ann Trevor - Mirah Lapidoth
- Clive Brook - Mallinger Grandcourt
- Yolande Duquette - Sra. Glasher
- Dorothy Fane - Gwendolen Harleth